# Marta Schinca Quereilhac

Marta Schinca, catedrática emérita de Técnica y Expresión del Movimiento en la RESAD, directora del Estudio Schinca para el estudio del Arte del Movimiento, y directora de escena, que lleva una larga trayectoria en la pedagogía, la investigación y creación dentro del ámbito del Teatro de movimiento.

## Biografía
Nace en Montevideo, Uruguay en 1940. Realiza estudios en la Universidad de Montevideo (Bachiller en Medicina), en la Facultad de Humanidades (Letras y musicología).  Se formó en el ámbito del Movimiento orgánico o Gimnasia consciente en la Escuela Bayerthal. A través de Inge Bayerthal adquiere las bases de las teorías y prácticas de Rudolf Bode, de Rudolf von Laban y de Jean Jacques Dalcroze.
En 1969 se traslada con su familia a España, donde realiza una labor investigativa, pedagógica y artística a partir de la cual crea  un método propio de Expresión corporal.

Es catedrática emérita de Expresión Corporal de la Real Escuela Superior de Arte Dramático de Madrid.

En 1980 se funda el Estudio Schinca, donde se investiga e imparte el método de Expresión Corporal que lleva su nombre, y al que denomina “Técnica y expresión del movimiento”. 

Desde ese momento hasta la actualidad, este centro desarrolla una labor educativa y de investigación que ha constituido un importante referente en el estudio del lenguaje de movimiento en España. Sus dos principales seguidores son  Helena Ferrari y Rafael Ruiz, quienes continúan actualizando su metodología y aplicando sus hallazgos en el campo de la didáctica y del Teatro de Movimiento.

En 1977 funda la compañía Schinca Teatro de Movimiento, pionera del teatro gestual en España. Este  grupo realiza una labor de investigación y creación escénica en el lenguaje de movimiento, combinando la producción de espectáculos teatrales con acciones, performances y experiencias artísticas multidisciplinares. A lo largo de su trayectoria han formado parte de este colectivo, actores, bailarines, artistas plásticos, y músicos que han encontrado en este trabajo un lugar para desarrollar su creatividad en relación con el lenguaje del movimiento.

Helena Ferrari, ha sido la intérprete más relevante de este grupo, porque su trabajo ha contribuido de forma indiscutible a la cristalización de las ideas de puesta en escena de Marta Schinca, asumiendo en su labor como actriz una doble función creativa e interpretativa imprescindible en aquellos espectáculos cuyo soporte es el lenguaje de movimiento y que carecen de un texto previo.

A partir de finales de los 80, debido a la incorporación de Rafael Ruiz como codirector, la trayectoria del grupo experimenta una “maduración” de sus puestas en escena, así como de la elaboración dramatúrgica de los guiones, que posteriormente se denomina “escritura en el teatro de movimiento”.

## El Método Schinca
La labor de Marta Schinca tiene sus raíces en la escuela germana del Movimiento creativo o Danza libre, fundamentado en las teorías y prácticas de Rudolph von Laban, Rudolph Bode, y Jean Jacques Dalcroze, que le fueron trasmitidas a través de su maestra Inge Bayerthal. (Montevideo, Uruguay).

A partir de esos cimientos, Marta Schinca, después de un largo camino en la pedagogía y  la aplicación  de sus principios al Teatro de movimiento, crea una metodología sistemática, depurada y con una progresión gradual que permite un tránsito perfecto entre lo técnico-vivencial y lo creativo, siendo este un signo de identidad fundamental de este método. Fundamenta la  Expresión corporal como una materia con un corpus de contenidos muy concretos, específicos,  y  con objetivos muy claros en sus diferentes etapas. Su definición de la Expresión corporal es la siguiente:

"La Expresión corporal es una disciplina que permite encontrar, mediante el estudio y la profundización del empleo del cuerpo, un lenguaje propio. Este lenguaje corporal puro, sin códigos preconcebidos, es un modo de comunicación que encuentra su propia semántica directa más allá de la expresión verbal conceptualizada.

Es una disciplina que partiendo de lo físico conecta con los procesos internos de la persona, canalizando sus posibilidades expresivas hacia un lenguaje gestual creativo. Hacemos hincapié en la palabra "disciplina" porque el trabajo que supone la búsqueda de este lenguaje es riguroso y exigente; existe una técnica a partir de la cual van surgiendo las herramientas que lo posibilitan. Estas herramientas de trabajo  permiten, por un lado, que cada persona encuentre los matices de su propia expresividad, y por otro, que se establezcan elementos comunes para la comunicación y la creación entre dos o más participantes. Quiere decir que a través del empleo de estos elementos comunes se establecen las coordenadas corporales, espaciales y temporales que permiten crear el sustrato para una real comunicación y la capacidad para la creación."

Entre los objetivos de la Expresión corporal, según Schinca, se pretende dotar a la persona de la más completa percepción, conciencia y control del cuerpo no basado en la "copia del modelo exterior", sino en la forma emergente desde dentro a partir del sentido interior del movimiento y sus connotaciones subjetivas.

Esta disciplina corporal conjuga dos aspectos importantes: por un lado, la técnica del movimiento orgánico, que se basa en las leyes fisiológicas de la sucesión articular y la oposición de fuerzas, y, por otro lado, el análisis y práctica de los factores que hacen del movimiento un vehículo expresivo, trabajados de una manera progresiva, pautada, en conexión con los procesos internos de cada individuo sin formas preestablecidas, sin estereotipos, creando una "gramática" que permite acceder a un lenguaje comunicativo.

## Actividad Docente
Su actividad docente  es muy prolífica conjugando su labor en la Real Escuela Superior de Arte Dramático de Madrid y el Estudio Schinca con la impartición de cursos,  en todo el territorio español y en países como Suiza, Alemania, Uruguay y México  donde participa como ponente en numerosos Congresos y Encuentros Teatrales.

Imparte cursos para la formación y perfeccionamiento de actores, profesores de teatro y danza, directores teatrales en Conservatorios y centros de danza y música, siendo algunos de ellos: Conservatorio  profesional de Danza de Lugo, Centro Coreográfico Galego, Real Conservatorio Superior de Música de Madrid, Escuela de Canto de Madrid;  Escuelas de Arte Dramático y Universidades: de Zaragoza, de Navarra, de Santander, Centro Dramático Nacional, Compañía Nacional de Teatro Clásico, Universidad Complutense, Universidad de la Laguna (Tenerife), Adeje, Gijón, Vitoria, Sanabria, Basilea (Suiza), Monsun Theater de Hamburgo, Teatro Circular de Montevideo, INBA México.  Para profesores de Educación Física y Psicomotricistas: INEF de Madrid, Escuelas de Verano Salamanca, Alcalá, La Rioja, Colegios oficiales de Educación Física en Oviedo, Madrid,  Innovación Educativa de Canarias Centro de Arte "Reina Sofía". Ministerio de Educación y Ciencia (M.E.C.).
Centro de Formación y Práctica Psicomotriz "Bernard Aucoutourier", Escuela Internacional de Psicomotricidad. Master en Facultad de Psicología Complutense. Centro de Investigación y Orientación Psicológica ( C.I.O.S.).
Participa en el proyecto de investigación "Reelaboración de las técnicas de Interpretación Dramática para su aplicación al actor invidente. Especialidad de movimiento".  (O.N.C.E.).
Además imparte su enseñanza en centros de formación del profesorado, compañías de teatro y de danza en todo el territorio español.
Fue Vicedirectora de la RESAD. De enero de 1998 a junio de 2000.

## Actividad Artística Teatral
Directora  y autora de los siguientes espectáculos de "Teatro de Movimiento":
- "Ídolos Rotos": Compañía Mascarpone Teatro, Teatro de movimiento, Estreno RESAD. 2005.
- "Yegua de la Noche": Compañía Zascandil, Teatro del gesto, Estreno en el Real Coliseo Carlos III de El Escorial, enero de 2001.
- "MAREMAGNUM": Compañía "El Tercer Gesto", formada por alumnos egresados de la RESAD en la especialidad de "Teatro Gestual", Estreno Veranos de la Villa, Madrid 1996.
- "Barro Rojo": Compañía Schinca Teatro de Movimiento, Estreno Teatro Galileo, Madrid 1994.
- "Colmenas de Aire": Compañía Schinca Teatro de Movimiento, Estreno Teatro Galileo, Madrid 1987.
- "Cantata de Par en Par": Compañía Schinca Teatro de Movimiento, Estreno Festival de  Teatro de Sitges 1982.
- "Concierto en Diagonal": Compañía Schinca Teatro de Movimiento, Estreno Sala Cadarso, Madrid  1979.
- "Paisajes Intangibles": Compañía Schinca Teatro de Movimiento, Estreno Instituto Alemán. Madrid 1978.
- "Una muestra de nuestro Quehacer Cotidiano": Compañía Schinca Teatro de Movimiento, Estreno Centro Cultural de la Villa, Marid 1977.

### Premios
- 2º Premio a la mejor dirección  en el V  Certamen Directoras de Escena 2002 por "Nigthmare.Yegua de la noche" interpretada por Helena Ferrari.
- Premio al mejor cortometraje "Espacios", de Schinca-teatro, otorgado por la Dirección General de Cinematografía en 1981, realizado por Fernández Pacheco.

### Colaboraciones
Ha colaborado como responsable del movimiento escénico en los siguientes espectáculos:
- "Helladia, o los cuerpos de Atalanta", con dramaturgia y dirección de Rafael Ruiz.  Gijón. Premios Oh de Artes Escénicas (Asturias) a "Mejor espectáculo 2018" y "Mejor dirección a Rafael Ruiz".
- "Metáforas en el espacio" (Metaforak Espazioan) Cía. Danza Traspasos. Basado en trabajos realizados con M. Schinca. Museo ARTIUM de VITORIA, diciembre de 2010
- "El experimento de la Doctora OX" de Julio Verne. Taller RESAD. Dramaturgia y dirección: Rafael Ruiz. 2011.
- "HADES" Taller RESAD. Dramaturgia y dirección: Rafael Ruiz, 1997.
- "Aquellas Colinas Azules" de Denis Potter. Compañía  "Prem Teatro". Dirección Pilar Massa. Madrid 1996.
- "Triptico de los Pizarro" de Tirso de Molina. Compañía "Teatro Hoy". Dirección Alberto Gonzalez Vergel. Estreno Festival Teatro Clásico de Almagro 1990.
- "El Médico de su Honra" de Calderón de la Barca. Compañía de Teatro Clásico. Dirección de Adolfo Marsillach. Estreno Teatro de la Comedia, Madrid 1986.
- "Noche de Guerra en el Museo del Prado" de Rafael Aberti. Centro Dramático Nacional. Dirección Ricard Salvat. Estreno Teatro Maria Guerrero, Madrid 1978.
- "La Celestina" de Fernando de Rojas. Dirección José Tamayo. Estreno teatro Bellas Artes, Madrid 1978.
- "Socrates" de Enrique Llovet. Dirección Adolfo Marsillach. Estreno Teatro de la Comedia, Madrid 1972.
- "Romeo y Julieta" de W. Shakespeare. Dirección José María Morera, Madrid 1971.

## Libros
Es autora de los siguientes Libros:
- "Manual de Psicomotricidad, Ritmo y Expresión Corporal" ISBN 978-84-9987-023-6, Ed. Wolters Kluwer 4ª edición 2011.
- "Expresión Corporal, Técnica y Expresión del Movimiento" ISBN 84-7197-753-2, Ed. Wolters Kluwer, 4ª edición 2010.
- "Diseño Curricular de la Asignatura Expresión Corporal" Servicio de Innovación Pedagógica del M.E.C., Autora junto con Leonardo Rivero, Madrid 1992.
- "Preparación del Actor Ciego" Publicado por Asociación de Directores de Escena, Coautora junto con Beatriz Peña y Javier Navarrete.
- "Expresión corporal" Edición de la Secretaría de Educación Pública de México, ISBN 978-607-467-003-5 SEP ISBN 978-968-867-434-5 PRAXIS, México, 2008.
- "Cuadernos Schinca" Revista de Investigación del Arte del movimiento editada por Estudio Schinca, N.º 0.Octubre 2011, ISSN 2174-8519

#### Libros sobre el Método Schinca de Expresión corporal
- Ferrari, Helena. “Marta Schinca, precursora del teatro de movimiento”. Manual del método Schinca de Expresión corporal. Volumen I Editorial Fundamentos. Madrid, 2017
- Ferrari, Helena. “Marta Schinca, precursora del teatro de movimiento”. Análisis de los espectáculos. Volumen II. Editorial Fundamentos. Madrid, 2018

## Tesis doctorales sobre el método de Marta Schinca
- Helena Ferrari Schinca. “Schinca, Teatro de Movimiento” (2014)
- Ana María Pérez de Amézaga Esteban. “Estudio del método Schinca de Expresión Corporal en la Escuela Superior de Arte Dramático de Asturias (2015)
- Rafael Ruiz Núñez. “Teatro Textual vs Teatro Gestual (2016)

- Datos: Q6002019